# 센터 200
센터 200(Centre 200)는 캐나다 노바스코샤주 시드니에 위치한 실내 경기장이다. 과거 AHL 케이프브레턴 오일러스의 홈경기장으로 사용했으면, 현재 NBL 캐나다 케이프브레턴 하이랜더스의 홈경기장으로 사용되고 있다.